# Pouru-aux-Bois
Pouru-aux-Bois ist eine französische Gemeinde mit 234 Einwohnern (Stand 1. Januar 2022) im Département Ardennes in der Région Grand Est (vor 2016 Champagne-Ardenne). Die Gemeinde gehört zum Arrondissement Sedan und zum Kanton Sedan-3.

## Geografie
Pouru-aux-Bois liegt etwa zwölf Kilometer östlich des Stadtzentrums von Sedan in den Ardennen und an der belgischen Grenze. Umgeben wird Pouru-aux-Bois von den Nachbargemeinden Francheval im Westen und Norden, Bouillon (Belgien) im Norden und Nordosten, Escombres-et-le-Chesnois im Osten und Südosten sowie Pouru-Saint-Remy im Süden.

## Bevölkerungsentwicklung
| 1962                       | 1968 | 1975 | 1982 | 1990 | 1999 | 2006 | 2019 |
| -------------------------- | ---- | ---- | ---- | ---- | ---- | ---- | ---- |
| 282                        | 268  | 254  | 257  | 244  | 262  | 283  | 245  |
| Quellen: Cassini und INSEE |      |      |      |      |      |      |      |

## Sehenswürdigkeiten
- Kirche Saint-Martin
- Lavoir

## Persönlichkeiten
- Lucien de Montagnac (1803–1845), Offizier und Kriegsverbrecher in Algerien